# Beriózovi (Saràtov)
|  | Per a altres significats, vegeu «Beriózovi». |

Beriózovi (en rus: Берёзовый) és un poble (un khútor) de l'óblast de Saràtov, a Rússia, segons el cens del 2010 tenia 95 habitants. Pertany al districte municipal de Rtísxevo.